# 충청남도의 국가등록문화유산
대한민국의 국가등록문화재 가운데 충청남도에 있는 국가등록문화재는 다음의 목록과 같다.
| 번호    | 사진 | 명칭                                                                   | 소재지                                                                 | 관리자 (단체)                 | 지정일                                                | 참조 |
| 10호    |      | 강경 구 연수당 건재 약방                                               | 충남 논산시 강경읍 옥녀봉로24번길 14, 외 3필지 (중앙리)                | 논산시                        | 2002년 2월 28일 지정, 2014년 4월 25일 문화재명칭 변경 |      |
| 42호    |      | 구 강경성결교회 예배당                                                 | 충남 논산시 강경읍 옥녀봉로73번길 8 (북옥리)                           | 논산시                        | 2002년 9월 13일 지정                                  |      |
| 48호    |      | 논산 연산역 급수탑 (論山 連山驛 給水塔)                                | 충남 논산시 연산면 선비로275번길 31-2 (청동리)                         | 한국철도시설공단              | 2003년 1월 28일 지정                                  |      |
| 60호    |      | 강경 중앙초등학교 강당 (江景 中央初等學校 講堂)                        | 충남 논산시 강경읍 중앙리 89-1번지 외 4필지                            | 충청남도 논산교육청           | 2003년 6월 30일 지정                                  |      |
| 232호   |      | 공주 금강철교 (公州 錦江鐵橋)                                          | 충남 공주시 금성동 164-1, 신관동 553                                   |                               | 2006년 3월 2일 지정                                   |      |
| 233호   |      | 공주 중학동 구 선교사 가옥 (公州 中學洞 舊 宣敎師 家屋)                | 충남 공주시 중학동 9-1                                                 | 공주시                        | 2006년 3월 2일 지정                                   |      |
| 272호   |      | 홍성고등학교 강당 (洪城高等學校 講堂)                                  | 충남 홍성군 홍성읍 대교리 343-3                                        | 홍성고등학교                  | 2006년 9월 19일 지정                                  |      |
| 280호   |      | 부여 반교마을 옛 담장 (扶餘 盤橋마을 옛 담牆)                          | 충남 부여군 외산면 반교리 176 등                                       | 부여군                        | 2006년 12월 4일 지정                                  |      |
| 305호   |      | 보령 청소역 (保寧 靑所驛)                                              | 충남 보령시 청소면 청소큰길 176, , 343-1외 (진죽리)                    | .                             | 2006년 12월 4일 지정                                  |      |
| 321호   |      | 서산 동문동성당 (瑞山 東門洞聖堂)                                      | 충남 서산시 동문동 665번지 2호                                         | 서산시                        | 2007년 4월 30일 지정                                  |      |
| 322호   |      | 구 강경공립상업학교 관사 (舊 江景公立商業學校 官舍)                    | 충남 논산시 강경읍 계백로 220 (남교리)                                 | 충청남도교육청                | 2007년 4월 30일 지정                                  |      |
| 323호   |      | 구 강경노동조합 (舊 江景勞動組合)                                      | 충남 논산시 강경읍 옥녀봉로27번길 30-5 (염천리)                        | 논산시                        | 2007년 4월 30일 지정                                  |      |
| 324호   |      | 구 한일은행 강경지점 (舊 韓一銀行 江景支店)                            | 충남 논산시 강경읍 계백로167번길 50 (서창리)                           | 논산시                        | 2007년 4월 30일 지정                                  |      |
| 337호   |      | 강경 화교학교 교사와 사택 (江景 華僑學校 校舍와 舍宅)                  | 충남 논산시 강경읍 황산1길 6 (황산리)                                  |                               | 2007년 7월 3일 지정                                   |      |
| 338호   |      | 서산 동문동성당 상홍리공소 (瑞山 東門洞聖堂 上紅里公所)                | 충남 서산시 음암면 상홍2길 122 (상홍리)                                | .                             | 2007년 7월 3일 지정                                   |      |
| 339호   |      | 부여 신동엽 가옥 터 (扶餘 申東曄 家屋 터)                              | 충남 부여군 부여읍 신동엽길 12 (동남리)                                | .                             | 2007년 7월 3일 지정                                   |      |
| 364호   |      | 부여 구 홍산저포조합 본점 (扶餘 舊 鴻山紵布組合 本店)                  | 충남 부여군 홍산면 동헌로 25 (남촌리)                                  | .                             | 2007년 11월 22일 지정                                 |      |
| 385호   |      | 태극기 목판 (太極旗 木版)                                              | 충남 천안시 목천읍 남화리 230(독립기념관)                              | .                             | 2008년 8월 12일 지정                                  |      |
| 386호   |      | 남상락 자수 태극기 (南相洛 刺繡 太極旗)                                | 충남 천안시 목천읍 남화리 230(독립기념관)                              | .                             | 2008년 8월 12일 지정                                  |      |
| 387호   |      | ‘대한독립만세’ 태극기 ('大韓獨立萬歲' 太極旗)                          | 충남 천안시 목천읍 남화리 230(독립기념관)                              | .                             | 2008년 8월 12일 지정                                  |      |
| 388호   |      | 김구 서명문 태극기 (金九 書名文 太極旗)                                | 충남 천안시 목천읍 남화리 230(독립기념관)                              | .                             | 2008년 8월 12일 지정                                  |      |
| 389호   |      | 한국광복군 서명문 태극기 (韓國光復軍 書名文 太極旗)                    | 충남 천안시 목천읍 남화리 230(독립기념관)                              | .                             | 2008년 8월 12일 지정                                  |      |
| 390호   |      | 유관종 부대원 태극기 (劉官鍾 部隊員 太極旗)                            | 충남 천안시 목천읍 남화리 230(독립기념관)                              | .                             | 2008년 8월 12일 지정                                  |      |
| 391호   |      | 경주 학도병 서명문 태극기 (慶州 學徒兵 書名文 太極旗)                  | 충남 천안시 목천읍 남화리 230(독립기념관)                              | .                             | 2008년 8월 12일 지정                                  |      |
| 392호   |      | 건국법정대학 학도병 서명문 태극기 (建國法政大學 學徒兵 書名文 太極旗)  | 충남 천안시 목천읍 남화리 230(독립기념관)                              | .                             | 2008년 8월 12일 지정                                  |      |
| 393호   |      | 이철희 사변폭발 태극기 (李鐵熙 事變爆發 太極旗)                        | 충남 천안시 목천읍 남화리 230(독립기념관)                              | .                             | 2008년 8월 12일 지정                                  |      |
| 394호   |      | 불원복 태극기 (不遠復 太極旗)                                          | 충남 천안시 목천읍 남화리 230(독립기념관)                              | .                             | 2008년 8월 12일 지정                                  |      |
| 434호   |      | 인쇄전신기 (印刷電信機)                                                | 대전 중구 대둔산로 390, 충남전기통신박물관 (산성동)                    |                               | 2009년 4월 22일 지정                                  |      |
| 436호   |      | 금산위성통신 제1지구국 안테나설비 (錦山衛星通信 第一地區局 안테나設備) | 충남 금산군 금성면 가래울길 117, KT 위성운용센터 국제위성센터 (양전리) |                               | 2009년 4월 22일 지정                                  |      |
| 437호   |      | 광복전후기 우체통 (光復戰後期 郵遞筒)                                  | 충남 천안시 동양지말길 188 (우정박물관)                                |                               | 2009년 4월 22일 지정                                  |      |
| 438호   |      | 소록우체국 우체통 (小鹿島郵遞筒 郵遞局)                                | 충남 천안시 동양지말길 18 (우정박물관)                                 |                               | 2009년 4월 22일 지정                                  |      |
| 440-1호 |      | 백범 김구 인장 金九之印                                                | 충남 천안시 동목천읍 남화리 230 (독립기념관)                           |                               | 2009년 6월 26일 지정                                  |      |
| 443호   |      | 구 공주읍사무소                                                        | 충남 공주시 우체국길 8 (반죽동)                                        | 공주시장                      | 2009년 10월 12일 지정                                 |      |
| 465호   |      | 의병장 김도현 칼                                                       | 충남 천안시 동남구 목천읍 남화리 230 독립기념관                        | .                             | 2010년 6월 25일 지정                                  |      |
| 472호   |      | 공주 제일교회 (공주 제일교회)                                          | 충남 공주시 제민1길 18 (봉황동)                                        | .                             | 2011년 6월 20일 지정                                  |      |
| 473호   |      | 예산 수덕사 만공탑 (예산 수덕사 萬空塔)                                | 충남 예산군 덕산면 사천리 산1-1 수덕사                                 | 수덕사                        | 2011년 8월 24일 지정                                  |      |
| 475호   |      | 애국창가 악보집 (애국창가 악보집)                                      | 충남 천안시 동남구 목천읍 삼방로95 독립기념관                          | 독립기념관                    | 2011년 8월 24일 지정                                  |      |
| 476호   |      | 안익태 대한국애국가 자필악보 (안익태 대한국애국가 자필악보)            | 충남 천안시 동남구 목천읍 삼방로95 독립기념관                          | 독립기념관                    | 2011년 8월 24일 지정                                  |      |
| 491-2호 |      | 이원순 유물                                                            | 충남 천안시 동남구 목천읍 삼방로 95 독립기념관                         | 독립기념관                    | 2012년 4월 18일 지정                                  |      |
| 500호   |      | 연덕춘(延德春) 골프채                                                  | 충남 천안시 동남구 목천읍 삼방로 95 독립기념관                         | 독립기념관                    | 2012년 8월 13일 지정                                  |      |
| 501호   |      | 새미리(Sammy Lee) 수영복                                               | 충남 천안시 동남구 목천읍 삼방로 95 독립기념관                         | 독립기념관                    | 2012년 8월 13일 지정                                  |      |
| 504호   |      | 애국가 유성기 음반 (愛國歌 留聲機 音盤)                                | 충남 천안시 동남구 목천읍 삼방로 95 독립기념관                         | 독립기념관                    | 2012년 10월 17일 지정                                 |      |
| 524-2호 |      | 조선말 큰사전 원고                                                     | 충남 천안시 동남구 목천읍 삼방로 95                                    | .                             | 2012년 12월 24일 지정                                 |      |
| 591호   |      | 서천 구 장항미곡창고                                                   | 충남 서천군 장항읍 창선1리 308                                         | 서천군                        | 2014년 7월 1일 지정                                   |      |
| 601호   |      | 강경 갑문                                                              | 충남 논산시 강경읍 황산리 198, 198-3, 198-4, 서창리 149                | 국토교통부                    | 2014년 9월 1일 지정                                   |      |
| 602호   |      | 강경 채운산배수지                                                      | 충남 논산시 강경읍 채산리 산 18-1, 439-1                               | 논산시                        | 2014년 9월 1일 지정                                   |      |
| 607호   |      | 서재필 진료가운                                                        | 충남 천안시 동남구 목천읍 삼방로 95 독립기념관                         | 독립기념관                    | 2014년 10월 29일 지정                                 |      |
| 609호   |      | 유림 양복                                                              | 충남 천안시 동남구 목천읍 삼방로 95 독립기념관                         | 독립기념관                    | 2014년 10월 29일 지정                                 |      |
| 620호   |      | 공주 신원사 소림원 석고미륵여래입상                                    | 충남 공주시 계룡면 신원사동길 1                                        | 신원사 소림원                 | 2014년 10월 29일 지정                                 |      |
| 627호   |      | 예산 향천사 괘불도 및 오여래·사보살·팔금강도                           | 충남 예산군 예산읍 향천사로 117-20                                     | 향천사                        | 2014년 10월 29일 지정                                 |      |
| 650호   |      | 강경성당                                                               | 충남 논산시 옥녀봉로27번길 13-3(강경읍)                                | (재)천주교 대전교구 유지재단  | 2015년 8월 25일 지정                                  |      |
| 652호   |      | 대동단결선언문서                                                       | 충남 천안시 동남구 삼방로 95(목천읍, 독립기념관)                       | 독립기념관                    | 2015년 12월 8일 지정                                  |      |
| 682호   |      | 천주교 진산 성지성당                                                   | 충남 금산군 진산면 실학로 207                                          | (재)대전교구 천주교회유지재단 | 2017년 5월 29일 지정                                  |      |
| 692호   |      | 당진 소난지도 의병총                                                   | 충남 당진시 석문면 난지도리 373-2                                      | 기획재정부                    | 2018년 8월 8일 지정예고, 2017년 10월 23일 지정        | ,    |
| 704호   |      | 태안 동문리 근대한옥                                                   | 충남 태안군 태안읍 경이정 5길 51                                       | 김ㅇㅇ                        | 2017년 12월 5일 지정                                  | ,    |